# Атитлан (озеро)
Атитла́н (исп. Lago de Atitlán) — крупное бессточное озеро в Центральной Америке, расположено на юго-западе Гватемалы, в 145 км на запад от столицы страны. Площадь 130,1 км² (по другим данным — 137 км²). Объём воды — 24 км³. Находится на высоте 1563 (по другим данным — 1562) м над уровнем моря в департаменте Солола. Размеры озера — 18,5 на 10,5 км. Средняя глубина вод равна 200 (или 188) м, максимальная достигает 324 м в 2 км от устья реки Хайбалито. Площадь водосборного бассейна — 541 или 540 км². Занимает запруженную вулканическим пеплом долину.
Основные притоки — реки Коскиб и Сан-Франсиско. На озере имеется несколько островков: Кохолъя, Пахайбаль, Лос-Гатос, Цилинабах, Пачитулуль. Также подводными археологами исследуется ныне затопленный остров Самабах, на котором до 250 года н. э. находился город майя.
Название озера означает «у воды»: в ацтекском языке atl — вода, а titlan — у, за и является калькой с цутухильского названия Chi-ya (Chi — 'близко, берег', -ya — 'вода'). Современное название озеро получило от пришедших в эти места мексиканцев.
Рядом с озером находятся три конусообразных вулкана: Атитлан, Толиман и Сан-Педро. На берегах располагаются индейские поселения, майяские народности цоцили и какчикели составляют около 90 % населения района. Основные населённые пункты — Панахачель, Атитлан и Сан-Лукас — привлекают туристов и антропологов.
Из фитопланктона присутствуют цианобактерии и диатомеи. Из водных растений распространены Schoenoplectus californicus, гидрилла, эгерия густая, рдесты, рогоз доминиканский, эйхорния толстоножковая, Azolla filiculoides, Lemna valdiviana.
Обитают следующие виды рыб: Amphilophus macracanthus, Amatitlania nigrofasciatus, Astyanax fasciatus, Cichlasoma urophthalmus, Cichlasoma godmanii, Cichlasoma trimaculatum, Cyprinus carpio, Lepomis gibbosus, Micropterus salmoides, Micropterus dolomieu, Oreochromis aureus, Oreochromis mossambicus, Poecilia sphenops, Poeciliopsis gracilis, Pomoxis nigromaculatus, Profundulus guatemalensis, Profundulus punctatus, Vieja guttalata. Интродукция Micropterus salmoides, Amphilophus macracanthus и Lepomis gibbosus привела к вымиранию эндемика — атитланской поганки.

## Галерея
- Панорама Атитлана
- Вид на озеро
- Залив